# Micrambe aubrooki
Micrambe aubrooki is een keversoort uit de familie harige schimmelkevers (Cryptophagidae). De wetenschappelijke naam van de soort werd in 1939 gepubliceerd door Donisthorpe.